# Paulina Ligarska
Paulina Ligarska (ur. 9 kwietnia 1996) – polska lekkoatletka, wieloboistka. Jedna z najlepszych polskich wieloboistek w historii. Reprezentantka kraju od kategorii u20 do seniora. Podopieczna trenera Michała Modelskiego. Byłego wieloboisty. 

## Kariera
W 2014 reprezentowała Polskę w superlidze pucharu Europy w wielobojach (25. lokata indywidualnie). Ósma zawodniczka mistrzostw Europy juniorów (2015). Dziesiąta zawodniczka Mistrzostw Europy U-23 (2017). Medalistka mistrzostw Polski juniorów młodszych oraz juniorów (także w skoku wzwyż). Pięciokrotna wicemistrzyni Polski w siedmioboju w kategorii seniorów (2016, 2017, 2019, 2021, 2022). Czterokrotna mistrzyni Polski w siedmioboju w kategorii seniorów (2018, 2020, 2024, 2025). Czterokrotna złota medalistka halowych mistrzostw Polski seniorów (2020, 2021, 2024 i 2025). Jej rodzice uprawiali lekkoatletykę: ojciec Ryszard był średnio i długodystansowcem w tym maraton, matka (Gabriela Gach) była finalistką mistrzostw Polski na 400 metrów przez płotki. Wieloboje uprawiała starsza siostra Pauliny Ligarskiej – Dominika.

## Rekordy życiowe
| Konkurencja                     | Wynik     | Miejsce   | Rok        | Uwagi                                        |
| ------------------------------- | --------- | --------- | ---------- | -------------------------------------------- |
| Pięciobój (hala)                | 4615 pkt. | Toruń     | 2025-02-22 | 4. miejsce w polskich tabelach historycznych |
| Siedmiobój                      | 6241 pkt. | Warszawa  | 2022-06-19 | 7. miejsce w polskich tabelach historycznych |
| Stadion                         |           |           |            |                                              |
| Bieg na 100 metrów              | 12,51     | Postomino | 2016-04-23 |                                              |
| Bieg na 200 metrów              | 24,37     | Warszawa  | 2025-06-07 |                                              |
| Bieg na 800 metrów              | 2:09,11   | Warszawa  | 2025-06-08 |                                              |
| Bieg na 100 metrów przez płotki | 13,72     | Warszawa  | 2024-05-11 |                                              |
| Pchnięcie kulą (4 kg)           | 14,62 m   | Warszawa  | 2022-06-18 |                                              |
| Pchnięcie kulą (3 kg)           | 13,46 m   | Opole     | 2013-05-18 |                                              |
| Rzut oszczepem (600 g)          | 48,33 m   | Suwałki   | 2022-08-18 |                                              |
| Rzut oszczepem (500 g)          | 35,53 m   | Wrocław   | 2013-05-12 |                                              |
| Skok wzwyż                      | 1,83 m    | Grosseto  | 2022-04-30 |                                              |
| Skok w dal                      | 6,10 m    | Warszawa  | 2022-06-19 |                                              |
| Hala                            |           |           |            |                                              |
| Bieg na 60 metrów               | 8,09      | Łódź      | 2015-01-17 |                                              |
| Bieg na 600 metrów              | 1:33,46   | Toruń     | 2025-01-19 |                                              |
| Bieg na 800 metrów              | 2:11,11   | Toruń     | 2025-02-22 |                                              |
| Bieg na 60 metrów przez płotki  | 8,43      | Toruń     | 2025-01-26 |                                              |
| Pchnięcie kulą (4 kg)           | 14,72 m   | Tallinn   | 2024-02-04 |                                              |
| Pchnięcie kulą (3 kg)           | 11,58 m   | Spała     | 2013-01-24 |                                              |
| Skok wzwyż                      | 1,86 m    | Toruń     | 2022-03-05 |                                              |
| Skok w dal                      | 6,15 m    | Apeldoorn | 2025-03-09 |                                              |